# Goth

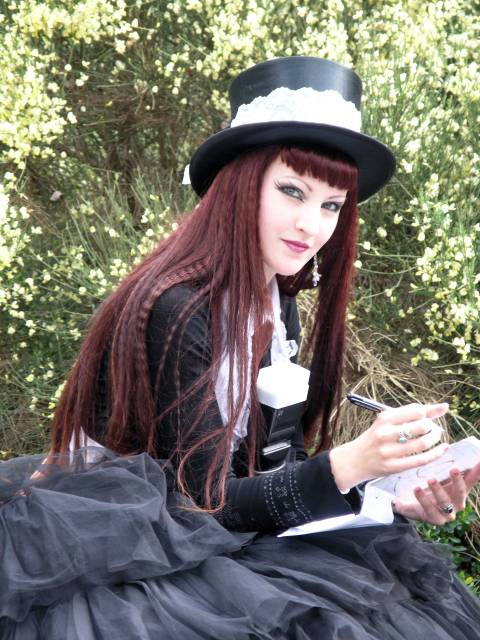
Viona Ielegems

Il goth (contrazione di gothic, dall'inglese, gotico) è un insieme di sottoculture diverse per look e stili di musica, ma accomunate a tratti nella musica, nell'estetica e nella moda, spesso in differenti combinazioni, il più delle volte con abbigliamento, trucco e capelli scuri.

## Movimenti a cui è stato data la definizioneGoth

### Goth-punk: movimento socio-musicale britannico di derivazionePost Punk
Il cosiddetto movimento ‘‘goth old school’’ nasce alla fine degli anni Settanta, inizi anni Ottanta, nel Regno Unito, in cui erano presenti alcuni gruppi musicali post-punk che, insieme all'apertura del locale Batcave a Soho nel luglio del 1982, creò i presupposti per la nascita di un movimento sociale derivante dal punk. Il Batcave offrì un punto d'incontro fondamentale per gli appassionati di questa nuova scena emergente, che venne brevemente etichettata dal New Musical Express come positive punk, punk positivo. Il termine Batcaver fu in seguito usato per indicare coloro che appartenevano a questa scena.
Il termine gothic in tutto ciò esordì, quando Ian Astbury lo utilizzò per descrivere Andi Sex Gang cantante degli inglesi Sex Gang Children come un "gothic pixie" in virtù del modo in cui ballava e si muoveva. In seguito molte riviste musicali come New Musical Express e Sounds colsero l'attimo e cominciarono a usare il termine per indicare quel determinato genere musicale relativo a quel particolare movimento sociale. Il ‘‘goth old school’’ è caratterizzato da influenze punk rock, da ritmi ballabili dove il basso la fa da padrone e da voci cupe. I gruppi musicali Post-punk furono principalmente: Bauhaus, Siouxsie and the Banshees, The Damned, Sex Gang Children, 45 Grave, The Virgin Prunes, Alien Sex Fiend, Joy Division, The Cure, The Sisters of Mercy, Killing Joke, Fields of the Nephilim, Echo & the Bunnymen, ecc. In Italia seguirono band come i Diaframma, Litfiba.

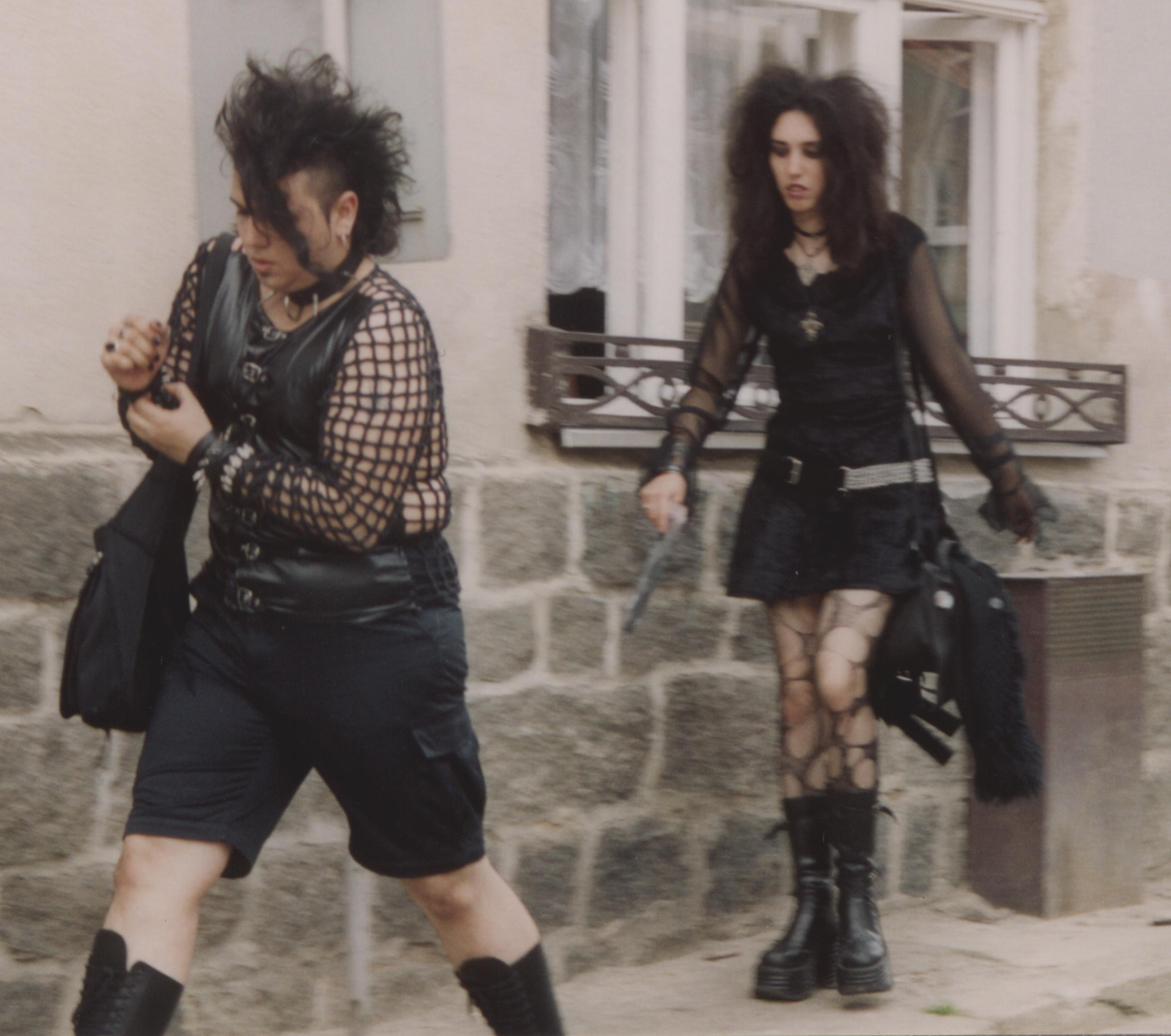
Lo stile gothic punk.

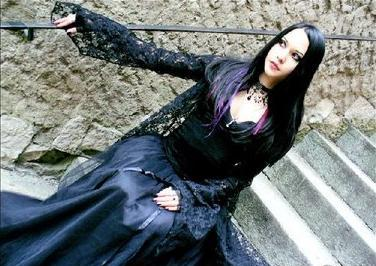
Ladygoth

### Darkwave: una corrente soprattutto tedesca
In Germania tra gli anni ottanta e novanta, molti artisti influenzati da elementi New wave, New romantic e dal ‘‘goth old school’’ inglese di derivazione Post-punk, fusero tutti questi vari generi di musica. Ciò portò alla nascita della darkwave culture. Band rilevanti sono Clan Of Xymox, Das Ich, Deine Lakaien, Diary of Dreams, Sopor Aeternus & The Ensemble of Shadows ecc..

### Romantic gothic: movimento nord-europeo
Con l'avvento degli anni novanta cominciano ad avere visibilità le cosiddette ‘‘heavenly voices’’: artisti, gruppi e progetti musicali caratterizzati dalla presenza di soavi voci femminili accompagnate da imperanti parti di tastiera le quali creano atmosfere che cercano di rappresentare l'immaginario gotico. Un tipo di musica quindi strettamente correlato alle caratteristiche della letteratura gotica. A livello musicale la musica è molto differente da quella dei movimenti precedenti, in questo caso non è basata su basi ritmiche ballabili e cambia anche tutta l'atmosfera: infatti ciò che contraddistingue questo genere è la forte influenza della musica ma con utilizzo di tastiere su una base musicale armonica, supportate da voci femminili angeliche.
Spesso il dark ambient gotico non solo ha musicisti in comune (come per esempio Dark Sanctuary, Dargaard, Abigor ecc.), ma anche stesse case discografiche come la Prophecy Productions. Un'altra etichetta importante è la Projekt Records, specializzata in dark ambient, etereal, neofolk e musiche d'atmosfera. Senza quindi nessuna connotazione ritmica o ballabile, che sono addirittura caratteristiche base di altri movimenti. A livello estetico questo movimento socio-musicale si differenzia molto dai precedenti, in quanto viene utilizzata un'estetica più elegante e raffinata, la cosiddetta moda ‘‘gothic vittoriana’’, ispirata all'epoca ottocentesca e allo stile steampunk. A livello artistico, importanti sono le figure degli illustratori Luis Royo e Victoria Francés, molto apprezzata anche la pittura del romanticismo come Caspar David Friedrich, Johan Christian Dahl. A livello cinematografico si annovera tra i registi moderni Tim Burton, che si ispira alle atmosfere della letteratura gotica.

### Ilgoticoe la tecnologia: Cybergoth
Mentre lo stile romantic goth è improntato sulla storicità della moda, lo stile cybergoth o cyber-goth ha come tema principale, oltre a quello goth, quello della modernità, del futurismo e della tecnologia, derivato dallo stile letterario Cyberpunk. Si ha un uso della plastica, unita al metallo, usata in una sorta di magliette-corazze e accessori. Il colore di sfondo è, come da tradizione, il nero ma sono comuni colori fluorescenti, che vengono usati soprattutto nei dettagli. La nascita della musica e dello stile cybergoth è influenzato dal Synth pop, e dalla musica EBM, ma anche dall'Industrial rock e dalla musica Techno. Band rilevanti sono: Apoptygma Berzerk, Covenant e VNV Nation.

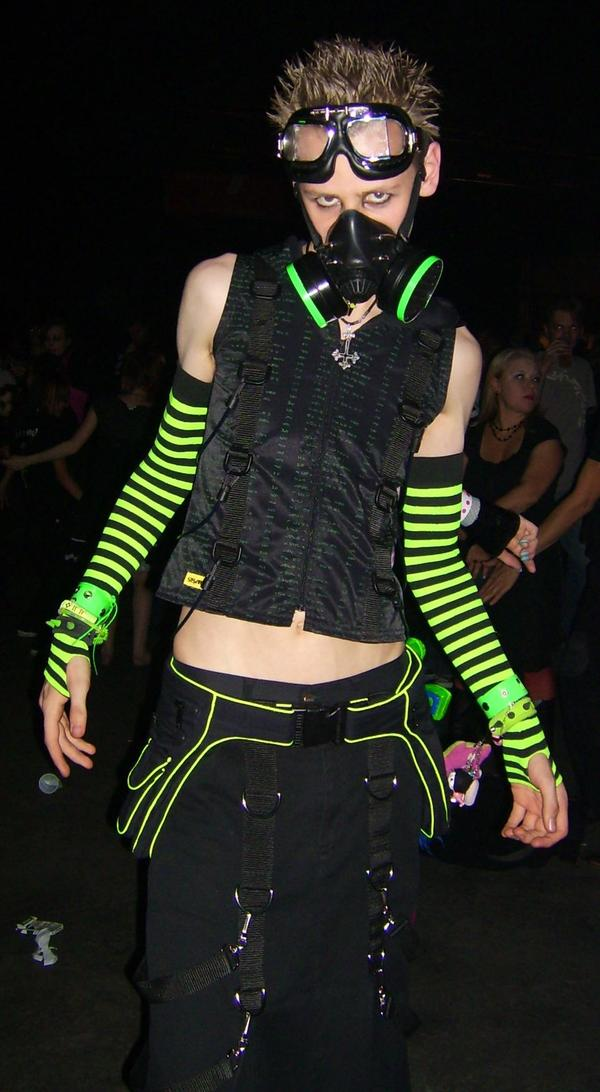
Cybergoth a Berlino.
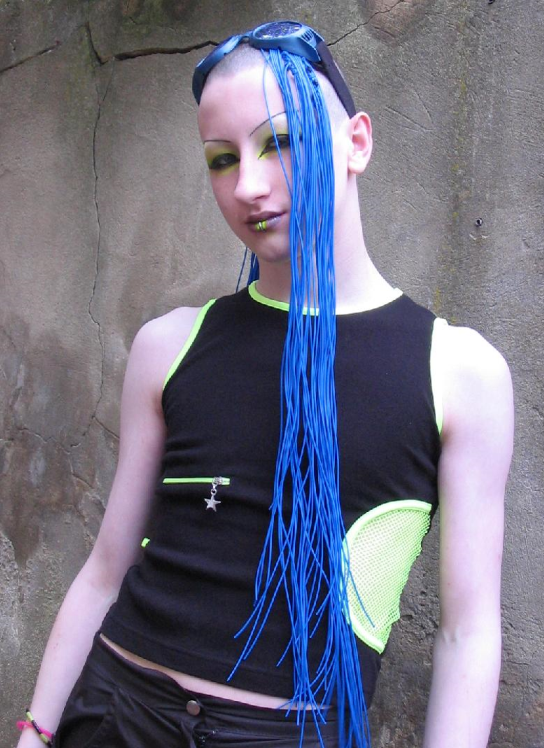
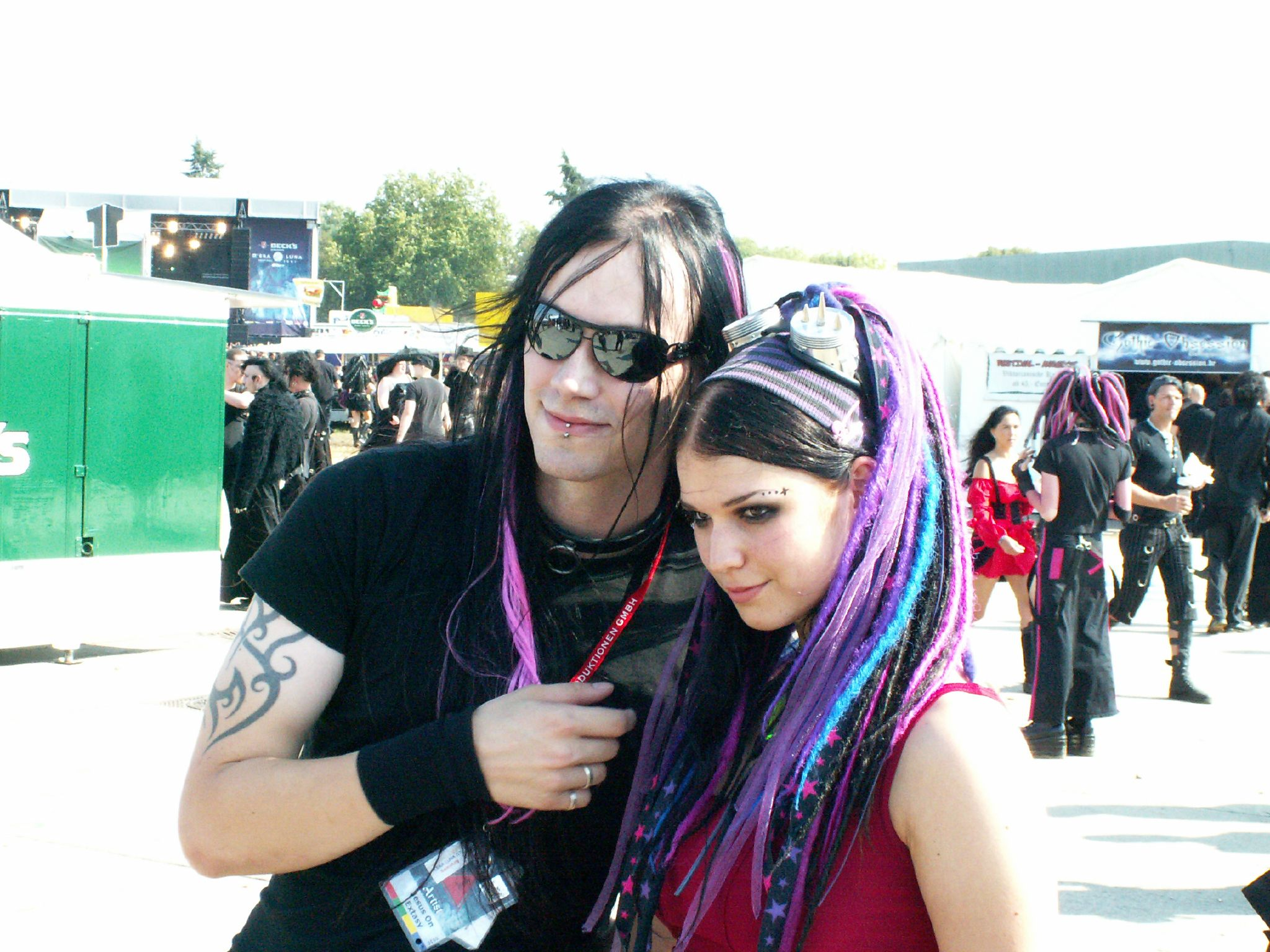

### Ilgoticoin Giappone: Gothic Lolita e Gothic Aristocrat

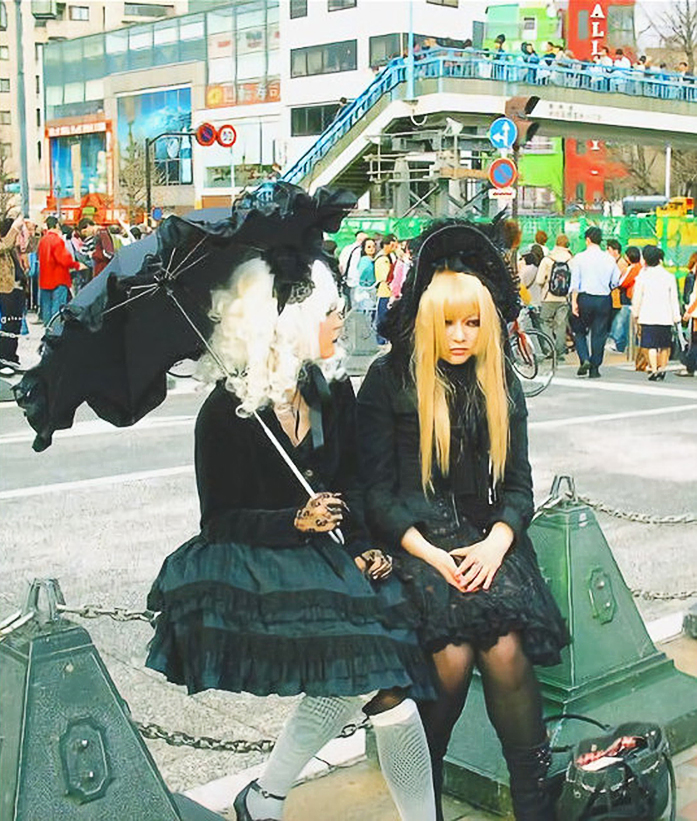
Due ragazze gothlolita.

In Giappone, lo stilista giapponese Mana (e anche chitarrista della gothic band nipponica Moi dix Mois) fuse elementi della moda romantic goth femminile con la moda Lolita: nacque così la moda gothic lolita. Un movimento culturale nato in contrapposizione alle kogal che esaltava il concetto di positività, ottimismo, vita mondana, abbronzature e gli stili di vita californiani. Mana, al contrario, cercò di enfatizzare la profondità d'animo, la dolcezza, la raffinatezza e il mistero. A livello musicale il movimento tende più ad apprezzare band visual kei come Moi dix Mois, Malice Mizer, ecc.

### Altre diverse culture goth
Ci sono poi moltissimi altri movimenti socio-musicali e sottoculture che per ragioni diverse sono state definite ‘‘gothic’’. A ognuna di esse c'è un relativo genere musicale:
- Babydolls: al giorno d'oggi sta prendendo piede tra i giovanissimi il cosiddetto Babydolls un movimento che si rispecchia in band come The Birthday Massacre ed Emilie Autumn.
- Fetishgoth: movimento gotico che enfatizza l'aspetto erotico e sessuale. A livello musicale importanti artisti come i Die Form, i Lacrimosa, Umbra et Imago, Leæther Strip, ecc..
- Categorie controverse: Gothabillys, HippieGoths, Tribalgoths, Glamgoth, ecc.

## Influenze storiche e culturali

### Origine dei termini
Il termine goth deriva da Goti, il popolo proveniente dall'Europa del nord che ha giocato un ruolo chiave nella caduta dell'Impero romano d'Occidente. In molte culture il termine goto è considerato negativo perché diventato sinonimo di barbaro a causa della visione dell'epoca della caduta di Roma e rappresentazioni storiche poco accurate dei popoli pagani (specialmente i Goti) durante e dopo il processo di cristianizzazione dell'Europa.
Durante il Rinascimento, l'architettura medioevale venne classificata come architettura gotica e di conseguenza considerata inferiore, in contrasto con le linee moderne dell'epoca. Nel Regno Unito, alla fine del Settecento si sviluppò una sorta di nostalgia per il periodo medioevale, che portò la gente ad affascinarsi alle rovine gotiche medioevali. Le persone appassionate a questo tipo di architettura vennero quindi battezzate goth da Horace Walpole; fu questa la prima connotazione positiva del termine.
Il romanzo gotico della fine del XVIII secolo, un genere fondato da Horace Walpole nel 1764 con la pubblicazione de Il castello di Otranto, fu responsabile delle connotazioni più moderne del termine gotico. Da quel momento in poi, il termine venne associato all'orrore, alla morbosità, all'oscuro e al soprannaturale. La letteratura gotica stabilì infatti la maggior parte dell'iconografia che sarebbe stata in seguito utilizzata nel cinema e nella letteratura horror, come cimiteri, rovine di castelli o chiese, fantasmi, vampiri, incubi, famiglie maledette, così come l'essere sepolti vivi e le trame melodrammatiche.
L'immaginario classico dei film horror nasce con l'espressionismo negli anni venti, si sviluppa attraverso gli Universal Studios negli anni trenta e in seguito attraverso i B-movie horror (esempio: vedi Plan 9 from Outer Space), specialmente quelli prodotti dalla Hammer Film Productions. Dagli anni sessanta, serie televisive come La famiglia Addams e The Munsters sfruttano questi stereotipi per farne della commedia.

### I media e il XX secolo
L'influenza del romanzo gotico e dei film horror nel movimento gotico si riscontra in numerosi esempi di poesia e musica proprie del movimento stesso. La connessione tra goth e horror risultò visibile nel film del 1983, Miriam si sveglia a mezzanotte, con David Bowie, Catherine Deneuve e Susan Sarandon. Nel film appaiono infatti i Bauhaus che suonano Bela Lugosi's Dead in un locale. L'attore Bela Lugosi è stato una sorta di goth ante-litteram, incarnando perfettamente il Conte Dracula nel film Dracula.
La letteratura ottocentesca è diventata un pilastro della sottocultura. Scrittori come Matthew Gregory Lewis, Sheridan Le Fanu, John William Polidori, Charles Robert Maturin, Keats, Baudelaire, Poe, Howard Phillips Lovecraft, Robert Louis Stevenson e le scrittrici Mary Wollstonecraft Shelley e Ann Radcliffe vengono apprezzati dai lettori aderenti al movimento gotico.
Dal punto di vista letterario è fondamentale nominare Anne Rice che rielabora la concezione del vampiro. I suoi vampiri sono dei bohémien che lottano contro l'eternità e la solitudine e rappresentano un ideale per molti lettori goth. Due dei suoi libri in particolare hanno una trasposizione cinematografica: Intervista col vampiro e La regina dei dannati. Il primo forse per l'ambientazione dei flashback nell'epoca vittoriana ha ispirato la vena più romantica nel movimento gotico.
Come la sottocultura si è ben stabilita, la connessione tra goth e film horror è diventata quasi un luogo comune. Ad esempio, il film Il corvo è improntato sulla musica e sull'estetica gotica. Gli anime, e il genere artistico-letterario apocalittico come le serie di Matrix e di Shadowrun hanno aumentato l'interesse verso la scena gotica, specialmente verso il ramo musicale dell'industrial metal, dell'elettro dark, del dark ambient e dell'industrial ambient.
Un personaggio goth, Abigail Sciuto, fa regolarmente parte della serie televisiva NCIS ed è rappresentato positivamente, estremamente capace nel suo lavoro a dispetto della (o proprio grazie alla) sua eccentricità.
Nel film Il libro segreto delle streghe - Blair Witch 2, il personaggio di Kim, è una goth-girl, con capacità da sensitiva.

### Cartoni animati
Alcuni personaggi goth rappresentati nei cartoni:
- Gwen, nella serie A tutto reality
- Crimson e Ennui, nella serie A tutto reality presenta: Missione Cosmo Ridicola
- Samantha Manson, nella serie Danny Phantom
- Juleka Couffaine, nella serie Miraculous - Le storie di Ladybug e Chat Noir
- I quattro ragazzi dark, nella serie South Park
- Stocking, è una gothic lolita dell'anime giapponese Panty & Stocking with Garterbelt
- Andrea, è una gotica nella serie animata Daria
- Lucy Loud, è una gotica nella serie animata A casa dei Loud

### Fumetti
Alcuni personaggi goth rappresentati nei manga:
- Misa Amane, è una gothic lolita nel manga giapponese Death Note
- Perona, personaggio del manga e dell'anime giapponese One Piece
- Hildegarde nel manga Beelzebub
- Mikasa Ackerman, dell'anime Attack on Titan

### Videogiochi
- Amanda, nei video game di Lara Croft